# République soviétique d'Odessa

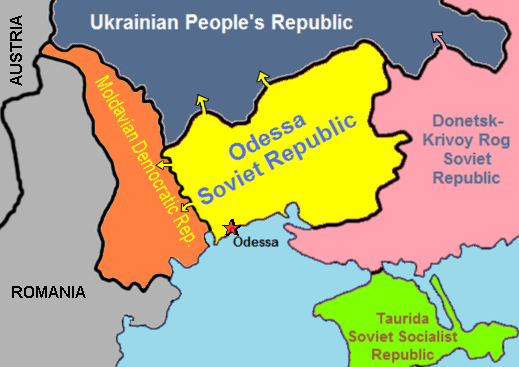
En jaune l'extension maximale du territoire contrôlé par la république soviétique d'Odessa en 1918 (qui revendiqua aussi la Bessarabie, en orange).

La république soviétique d’Odessa (en ukrainien : Одеська Радянська Республіка ; en russe : Одесская Советская Республика) est une république soviétique éphémère, formée le 31 janvier 1918 et dissoute le 19 mars 1918. Son président était Vladimir Ioudovski (ru) du « Milrevkom » bolchévik.

## Contexte historique
Dans la foulée de la révolution de Février (en 1917), se constitue le 15 mars 1917 une Rada (un conseil) autonome, présidée par l'historien Mykhaïlo Hrouchevsky. La Rada centrale manifeste son opposition au coup d'État de Lénine et des bolcheviks en proclamant le 19 novembre la République populaire ukrainienne, autonome au sein de la République russe. Les bolcheviks refusent de reconnaître la Rada centrale et fondent une série de républiques : la république soviétique d’Odessa, la République populaire ukrainienne des soviets (dans l’Est), la république soviétique de Donetsk-Krivoï-Rog et la république socialiste soviétique de Tauride, devenue ensuite la république socialiste soviétique de Crimée. Néanmoins en 1917, le parti bolchevik reste assez peu implanté en Ukraine, exception faite dans les régions industrielles de l'Est et du Sud.
En réaction la Rada proclame l'indépendance de l'Ukraine le 22 janvier 1918. Dès le mois de février, les troupes bolcheviques contrôlent les principales villes du pays, dont Kiev. La Rada se réfugie alors à Jytomyr.

## Actions, évacuation et fusion
La république soviétique d'Odessa commence par déchaîner la terreur rouge à Odessa : quatre cents officiers sont exécutés à bord du croiseur Almaz, transformés en bloc de glace sur le pont à force de jets d'eau, ou jetés vivants dans la chaudière. En ville, quatre cents familles accusées d'être « bourgeoises » sont massacrées par une foule en colère rassemblée par les nouvelles autorités. Ensuite, la république soviétique d'Odessa prend à la Rada centrale le contrôle du Yedisan et attaque la Bessarabie, contrôlée par la République démocratique moldave qui appelle à l'aide les troupes franco-roumaines. Ces troupes se postent sur le fleuve Dniestr où elles repoussent les offensives de la RSO. Effrayée par la terreur rouge, la majorité (menchévique et indépendantiste moldave) du Sfatul Țării (soviet moldave) incline de plus en plus vers une union avec le royaume de Roumanie voisin (union qu'elle vote en avril 1918).
Ne parvenant pas à prendre le contrôle de la Bessarabie, la république soviétique d’Odessa est contrainte de composer avec la Rada centrale, alors même que celle-ci poursuit parallèlement avec la Russie bolchévique des négociations préliminaires au traité de Brest-Litovsk. Ce traité, signé entre les empires centraux et la Russie bolchévique livre à l'armée allemande les pays baltes, la Biélorussie et la République populaire ukrainienne que Lénine ne parvenait pas à contrôler. De ce fait, deux mois après la proclamation du 13 mars 1918, le gouvernement, l'état-major et une partie des troupes de la RSO doivent être évacués à bord de l’Almaz et par train sur Nikolaïev et Sébastopol, et de là, à Ieïsk, sur la rive orientale de la mer d'Azov, non loin de Rostov-sur-le-Don.
Pour finir, les républiques bolcheviques d'Ukraine, dont la république soviétique d'Odessa, s’unirent les 17 et 19 mars 1918 pour former la République soviétique ukrainienne avec, initialement, Kharkov pour capitale.